# 北卡德朗鎮區 (阿肯色州克利本縣)
北卡德朗鎮區（英語：North Cadron Township）是位於美國阿肯色州克利本縣的一個行政鎮區。

## 地方資料
北卡德朗鎮區的面積為41.98平方千米，當中陸地面積為41.96平方千米，而水域面積為0.02平方千米。根據2010年美國人口普查的數據，當地共有人口693人，而人口密度為每平方千米16.51人。